# Winfried Vahland
Winfried Vahland (* 1. April 1957 in Beckum, Nordrhein-Westfalen) ist ein deutscher Manager. Bis Mitte Oktober 2015 war er Vorstandsvorsitzender der Škoda Auto a.s. mit Hauptsitz in Mladá Boleslav, Tschechien.

## Leben
Vahland graduierte an der Technischen Universität Darmstadt als Diplom-Wirtschaftsingenieur mit Schwerpunkt Maschinenbau und Wirtschaftswissenschaften. Am General Motors Institute in Michigan (Vereinigte Staaten) erlangte er den Betriebswirt.

## Wirken
1984 begann Vahland als Projektanalytiker für europäische Investitionen bei der Adam Opel AG. Drei Jahre später nahm er bei General Motors Europe den Posten als Leiter der Überprüfung von Herstellungsstrategien an. 1989 wurde er Leiter der Abteilung Investment Controlling.
1990 wechselte Vahland zur Audi AG und leitete dort die Bereiche Unternehmensplanung, Gewinnanalyse und Verkaufscontrolling. 1993 wurde er Direktor des Konzern-Controllings der Volkswagen AG. Von 1995 bis 1997 war er für die Vertriebssteuerung der Marke Volkswagen und des Volkswagen-Konzerns sowie für den Vertrieb der Marke Volkswagen im Asien-Pazifik-Raum verantwortlich. 1997 übernahm er die Position als Finanzdirektor bei Volkswagen do Brasil Ltda. Ein Jahr später wurde er Vizepräsident für Finanz- und Unternehmensstrategie. Zudem war er für das Volkswagen-Geschäft auf dem argentinischen Markt verantwortlich.
Im August 2002 wurde Vahland zum Mitglied des Vorstands von Škoda Auto berufen. Ein Jahr später wurde er stellvertretender Vorstandsvorsitzender von Škoda Auto.
Im Juli 2005 übernahm Vahland die Position als Präsident und CEO der Volkswagen (China) Investment Company sowie als Global Vice President der Volkswagen AG. Im Juli 2006 wurde er zum Vizepräsidenten der Volkswagen AG ernannt.
Im September 2010 kehrte er nach Mladá Boleslav zurück, wo er die Funktion als Vorstandsvorsitzender von Škoda Auto übernahm.
Mitte Oktober 2015 verließ Vahland, der zum 1. November 2015 die Leitung der Region Nordamerika, Mexiko und Kanada für die VW AG übernehmen sollte, nach 25 Jahren den Konzern.
Aktuell ist Vahland Mitglied des Aufsichtsrats der Volvo Car Group in Göteborg, Schweden. Des Weiteren ist er Mitglied des Aufsichtsrats von Proton in Kuala Lumpur, Malaysia.

## Auszeichnungen
Im Januar 2006 wurde Vahland die Ehrendoktorwürde der Wirtschaftsuniversität Prag verliehen. Eine weitere Ehrendoktorwürde erhielt er im Juli 2012 von der Dalian University of Technology, China. Die Shanghai Tongji University bestellte ihn 2007 zum Advisory Professor („beratender Professor“). Die Stadt Changchun ernannte Vahland 2006 zum Ehrenbürger. Darüber hinaus erhielt Vahland im Jahr 2012 als erster Deutscher die Ehrenbürgerwürde der Stadt Chengdu (China). Ferner wurde er ein Jahr später mit dem Kunstpreis zur deutsch-tschechischen Verständigung
des Adalbert-Stifter-Vereins geehrt.